# Prêmio Salem
O Prêmio Salem, criado pela viúva de Raphaël Salem, é concedido anualmente a um jovem matemático com contribuições de destaque no campo de interesse de Salem, a teoria das séries de Fourier.

## Agraciados
- 1968 Nicholas Varopoulos
- 1969 Richard Allen Hunt
- 1970 Yves Meyer
- 1971 Charles Fefferman
- 1972 Thomas William Körner
- 1973 Evgenii Nikishin
- 1974 Hugh Montgomery
- 1975 William Beckner
- 1976 Michael Herman
- 1977 S. V. Bockarev
- 1978 Björn Dahlberg
- 1979 Gilles Pisier
- 1980 Stylianos Pichorides
- 1981 Peter Wilcox Jones
- 1982 Alexei Borisovich Aleksandrov
- 1983 Jean Bourgain
- 1984 Carlos Kenig
- 1985 Thomas Wolff
- 1986 Nikolai Makarov
- 1987 Guy David e Jean Lin Journe
- 1988 Alexander Volberg e Jean-Christophe Yoccoz
- 1989 Não houve premiação
- 1990 Sergei Konyagin
- 1991 Curtis McMullen
- 1992 Mitsuhiro Shishikura
- 1993 Sergei Treil
- 1994 Kari Astala
- 1995 Håkan Eliasson
- 1996 Michael Lacey e Christoph Thiele
- 1997 Não houve premiação
- 1998 Trevor Wooley
- 1999 Fedor Nazarov
- 2000 Terence Tao
- 2001 Oded Schramm e Stanislav Smirnov
- 2002 Xavier Tolsa
- 2003 Elon Lindenstrauss e Kannan Soundararajan
- 2004 Não houve premiação
- 2005 Ben Green
- 2006 Stefanie Petermichl e Artur Ávila
- 2007 Akshay Venkatesh
- 2008 Bo'az Klartag e Assaf Naor
- 2009 Não houve premiação
- 2010 Nalini Anantharaman
- 2011 Zhan Dapeng e Julien Dubedat[1]
- 2012 Não houve premiação
- 2013 Larry Guth[2]
- 2014 Dmitri Chelkak[3]
- 2015 Não houve premiação
- 2016 Maryna Viazovska[4][5]
- 2017 não houve premiação
- 2018 Alexandr Logunov[6]